# Agrotis submontana
Agrotis submontana là một loài bướm đêm trong họ Noctuidae.